# Indice insulinico
L’Indice insulinico (II), dall'inglese Insulin index, Insulinemic index, o Food insulin index (FII), è un parametro che misura la produzione di Insulina nell'organismo in risposta all'ingestione di un qualsiasi alimento. Esso quindi rappresenta l'effetto di un alimento esclusivamente e direttamente sull'insulinemia, e non sulla glicemia, permettendo una valutazione più precisa della risposta insulinica. L'indice insulinico è un valore assoluto che stabilisce il diverso potere insulinogenico degli alimenti sulla base della stessa quantità calorica (239 kcal, equivalenti di 1000 kj), e quindi guarda ai diversi tempi di assimilazione e all'intensità di secrezione dell'ormone a parità di valore calorico.
Si tratta di un valore emerso in tempi relativamente più recenti rispetto all'indice glicemico, ma che permette di valutare più precisamente la risposta insulinica di tutti i cibi, dato che l'indice glicemico tiene conto solo dell'innalzamento della glicemia in relazione all'impatto dei carboidrati, ma non della produzione di insulina totale, o per i cibi estranei agli stessi carboidrati. Il parametro dell'indice glicemico non considera una completa ed accurata valutazione di tutti i cibi ed i loro effetti sul metabolismo del glucosio. L'indice insulinico al contrario permette di valutare se un qualsiasi alimento, non necessariamente un carboidrato, sia in grado di provocare una risposta insulinica bassa, elevata o moderata. Effettivamente l'impatto dei macronutrienti sull'insulinemia è, del 90-100% per i carboidrati, del 50% per le proteine e del 10% per i grassi, e ciò conferma che non sono solo i carboidrati ad incidere sulla produzione insulinica, ma anche proteine in maniera moderata, e grassi in maniera molto blanda, cosa che l'indice glicemico non considera.
Tale indice riconosce il potere insulinogenico di tutti i macronutrienti, e quindi sottolinea che alcune classi di cibi riescono a stimolare l'insulina in maniera sproporzionata rispetto al loro indice e carico glicemico, e che il pasto misto determini comunque una produzione dell'ormone ben superiore rispetto al suo contenuto di carboidrati, e quindi ancora al indice e carico glicemico. L'indice insulinico in definitiva sottintende e sottolinea i limiti di questi ultimi parametri, che guardano alla sola valutazione dei carboidrati come fattore di stimolo sull'insulina, ridimensionandone l'efficacia e la predittività. In tempi molto recenti è stato utilizzato in alcuni studi, in analogia con il carico glicemico, anche il carico insulinico, parametro collegato direttamente al indice insulinico e quindi alla quantità di insulina stimolata da un pasto in base al suo II.

## Definizione e differenze con l'indice glicemico
Al contrario dell'indice glicemico, l'indice insulinico è una misura che tiene conto dei macronutrienti in termini calorici, e non in termini di quantità in grammi. Nel caso dell'indice glicemico era possibile guardare al peso del macronutriente perché esso tiene conto solo dei glucidi, che hanno tutti la stessa valenza calorica, pertanto l'indice glicemico dei cibi glucidici era stabilito su un contenuto di carboidrati di 50 grammi (che comunque equivalgono a 200 kcal). Visto che l'indice insulinico deve tenere conto del totale dei macronutrienti e non solo dei glucidi, per avere valore come indice, che in quanto tale deve dare un riferimento assoluto, si ritrova costretto a doverli valutare sotto il profilo calorico piuttosto che in grammi. Il motivo per cui tale parametro deve guardare al valore calorico complessivo del cibo piuttosto che al macronutriente, è dato dal fatto che:
1. i macronutrienti hanno generalmente una diversa valenza calorica (4 kcal/1 g di protidi e glucidi; 9 kcal/1 g di lipidi);
2. i vari cibi hanno una diversa proporzione di macronutrienti.

Quindi per dare un riferimento assoluto e poterli valutare sullo stesso piano, è stata scelta come riferimento una porzione isocalorica standard di 1000 kj, equivalenti di 239 kcal. Ciò significa che l'indice insulinico dei cibi è stabilito sulla base di un'assunzione calorica di un cibo pari a 239 kcal, al quale si attribuisce poi il relativo punteggio medio. Le motivazioni sono chiaramente esplicate da alcune conclusioni degli stessi ricercatori: questi hanno affermato che, "la produzione di insulina provocata da un pasto misto è meglio prevista da un indice fisiologico basato sull'effettiva risposta insulinica ad una porzione isocalorica di un singolo cibo. Nel contesto di pasti composti dal simile valore calorico, ma dal diverso contenuto di macronutrienti, il conteggio dei carboidrati assume un valore limitato o relativo".
Il joule è un'unità di misura derivata del Sistema internazionale (SI) che misura l'energia, il lavoro e il calore (in quest'ultimo caso può sostituire l'unità di misura della Caloria). Il kilojoule (kJ) è l'equivalente di 1000 joule, quindi 1000 kj sono equivalenti a 1 milione di joule.
- 1 cal = 4,184 j
- 1 kj = 0,239 kcal
- 1000 kj = 239,005 kcal

Ricordando che:
- I lipidi contengono 9,4 kcal/g equivalenti di 37 kj.
- L'alcol contiene 7 kcal/g equivalente di 29 kj/g.
- I protidi e glucidi contengono 4,1 kcal/g equivalenti di 17 kj.

Nelle varie ricerche l'alimento di riferimento poteva essere, come nel caso dell'indice glicemico, o il pane bianco o il glucosio, pertanto veniva assegnato a questi un valore di 100 a seconda di quale fosse scelto come riferimento. L'indice glicemico valuta solo il contenuto di carboidrati in un alimento, in quanto guarda solo all'impatto glicemico indotto dai carboidrati contenuti al suo interno. Esso viene stabilito misurando una quantità di un cibo tale che il suo contenuto di carboidrati risulti di 50 grammi. Se l'indice glicemico guarda solo ai carboidrati, significa che esso valorizza solo le calorie apportate da quest'unico macronutriente. 50 grammi di carboidrati equivalgono a 200 kcal. In conclusione l'indice glicemico, in termini calorici, viene definito da un contenuto di 200 kcal provenienti dai carboidrati. Al contrario, l'indice insulinico valorizza le calorie complessive di un alimento, apportate da tutti i macronutrienti.
- indice glicemico = definito da una quantità di un alimento tale da apportare 50 grammi (200 kcal) di carboidrati.
- indice insulinico = definito da una quantità tale di un alimento da apportare 239 kcal totali (o 1000 kj).

## Gli studi
L'indice insulinico iniziò ad essere riconosciuto alla fine degli anni ottanta (1987) da Ross et al., i quali vollero paragonare la risposta glicemica e insulinica di alcuni prodotti raffinati a base di amido. Notarono che vi era una differenza tra la glicemia e la risposta insulinica, che inizialmente attribuirono ai processi di raffinazione e al grado di gelatinizzazione a cui questi prodotti erano stati sottoposti.
Molti altri studi erano stati effettuati utilizzando il parametro dell'indice insulinico a partire dai primi anni novanta. Tuttavia, la ricerca maggiormente citata sull'indice insulinico è stato condotta nel 1997 da Holt et al.. Questi approfondimenti confermarono ancora una volta che certi cibi, come quelli proteici, causavano un incremento della risposta insulinica nonostante l'assenza di carboidrati. Le proteine, nello specifico gli aminoacidi che le compongono, provocano un moderato stimolo alla produzione dell'ormone. L'assunzione di cibi proteici, amminoacidi misti, e specifici amminoacidi (detti amminoacidi insulinogenici), oltre ai carboidrati, rappresentano il maggiore stimolo sulla secrezione di insulina. Tra questi, si citano principalmente arginina, leucina, lisina, valina (leucina, valina, lisina, sono aminoacidi essenziali).
Tra le svariate indagini, alcuni ricercatori svedesi confermarono che l'effetto insulinogenico dei latticini risulta da tre a sei volte superiore rispetto al loro corrispondente indice glicemico; mentre uno degli studi più recenti risale al 2009, ed è stato condotto in parte della stessa équipe dello studio del 1997. In questa ricerca si concludeva che la produzione di insulina provocata da un pasto misto è meglio prevista da un indice fisiologico basato sull'effettiva risposta insulinica ad una porzione isocalorica di un singolo cibo. Nel contesto di pasti composti dal simile valore calorico, ma dal diverso contenuto di macronutrienti, il conteggio dei carboidrati assume un valore limitato o relativo. Gli stessi studiosi nel 2003 notarono che i prodotti aromatizzati con polvere di cioccolato aumentavano la risposta insulinica in media del 28% in più rispetto a prodotti dolcificati con altri aromi. Johnson et al. (2005) riscontrano una differenza tra indice insulinico e glicemico, e un effetto iperinsulinico, per il pane ai ceci, al contrario di altri tipi di pane oggetto del test. Ma tali incongruenze erano state notate già diversi anni prima: l'effetto sinergico tra carboidrati e proteine nel potenziamento della secrezione di insulina era ben noto già dagli anni sessanta, nel 1987 Bornet et al., concludevano che l'indice glicemico trascurava altri fattori determinanti sulla secrezione di insulina, attribuendo a questo parametro una validità solo parziale. Lo stesso anno, D'Emden et al. riscontrarono che gli spaghetti integrali, pur presentando un indice glicemico simile agli spaghetti bianchi, incrementavano la risposta insulinica rispetto a questi ultimi a causa del loro maggiore contenuto proteico. Nello stesso '87, Liang et al. trovarono che il dolcificante artificiale Acesulfame Potassico stimolava la secrezione di insulina in maniera dose-dipendente; l'effetto dell'Acesulfame K sulla secrezione di insulina era simile a quello osservato con la medesima dose di glucosio, ma con Acesulfame K non veniva osservata Iperglicemia. Qualche anno prima, Gannon et al. notavano che l'accoppiamento tra glucosio e proteine, se ingeriti assieme causavano una risposta molto più alta rispetto alla loro assunzione singola; lo stesso anno Collier e colleghi videro che lipidi assunti assieme a carboidrati potenziavano la secrezione di insulina, un risultato confermato nel 1991 e nel 1993 da Gannon. Katsanos et al. (2009) stabilirono che anche l'accostamento tra amminoacidi e acidi grassi potenziava la secrezione di insulina. Gannon (1988) constatò che diverse fonti di proteine accostati ad una quantità di carboidrati, su soggetti diabetici, aumentava l'insulinemia dal 190 al 360%. Il più alto incremento era dato dai fiocchi di latte, non a caso appartenente alla classe dei latticini, in seguito riconosciuti nella lista dei cibi basso indice glicemico ma ad alto indice insulinico. Hoyt et al. nel 2005 capirono che non erano i lipidi del latte a causare una differenza così marcata tra IG e II, in quanto sia il latte intero che scremato non presentavano significative differenze nei loro valori. Nilsson el at. notarono che era in particolare la frazione delle proteine del siero del latte a conferire al latte le maggiori proprietà insulinotropiche. Nello stesso anno Hoppe et al. constatarono che un alto apporto di latte a breve termine nella dieta incrementava i livelli di insulina e la resistenza insulinica al contrario della carne. Nel 2009 Kong e Kai Ling registrano ancora una dissociazione tra IG e II per il kefir.
Inoltre, anche altri cibi sembrano causare una sproporzionata reazione insulinica rispetto al carico di carboidrati. I livelli di glucosio e insulina sono altamente correlati, ma un cibo altamente proteico e prodotti di pasticceria (ricchi di grassi e carboidrati raffinati) provocano una risposta insulinica sproporzionalmente più alta rispetto alla risposta glicemica. Altri esperimenti hanno dimostrato che i livelli di Insulina vengono ulteriormente incrementati mescolando carboidrati con proteine (o aminoacidi) e/o grassi, e in questo senso sarebbe quindi più corretto parlare di indice insulinico, dato che la risposta insulinica in molti casi non è strettamente proporzionale alla risposta glicemica.
Anche altri cibi al di fuori dei carboidrati quindi influiscono sulla stimolazione dell'ormone insulina. Per esempio cibi ricchi di proteine, o l'aggiunta di proteine ad un pasto glucidico, possono stimolare un modesto incremento della secrezione di insulina, senza incrementare però la concentrazione di zuccheri nel sangue. Analogamente, aggiungendo grassi ad un pasto altamente glucidico incrementa la risposta insulinica, nonostante i livelli di glucosio plasmatico siano proporzionalmente ridotti.
La Holt et al. nel 1997 testarono solamente 38 tipi di cibo, ed hanno dimostrato ad esempio come la carne e il pesce abbiano un ridotto indice glicemico, ma un medio indice insulinico, mentre lo Yogurt presenti un medio indice glicemico ed un indice insulinico molto elevato.
Si deduce quindi che non sempre esiste uno stretto rapporto tra l'indice glicemico e l'indice insulinico, dato che questi valori non sono sempre proporzionali. Quando un alimento ha un alto indice insulinico, ovvero provoca una forte risposta insulinica, non è detto abbia un indice glicemico altrettanto alto. Si precisa comunque che un'elevata produzione di insulina provocata da sole fonti proteiche, se assunte separatamente dai carboidrati, ha poca probabilità di portare all'accumulo di grasso proprio per l'assenza di glucidi nel pasto. Ma anche non escludendo questa possibilità, l'ipotetico accumulo sarebbe comunque proporzionalmente inferiore se paragonato alla stessa quantità di insulina provocata dai glucidi. Il problema quindi rimane il controllo dell'insulina in stretta correlazione ai glucidi, o dalla mescolanza tra glucidi e/o protidi e/o lipidi (poiché questi ultimi due provocherebbero un'ulteriore produzione di insulina rispetto ai soli glucidi).
L'indice insulinico potrebbe comunque rappresentare un valore importante per controllare i livelli di produzione insulinica e per trattare casi di Diabete mellito di tipo 2.
Questi studi inoltre mettono fortemente in discussione l'efficacia di alcune diete che si basano solo sull'indice glicemico dei glucidi (metodo Montignac), o che considerano solo l'indice e carico glicemico dei glucidi per valutare la produzione di insulina (Dieta Zona), senza tenere conto che la mescolanza tra macronutrienti aumenta ulteriormente l'insulinemia, e non la diminuisce.
Qui riportate le parole della prof. Jannie Brand-Miller, una delle ricercatrici che hanno approfondito diversi studi sull'indice insulinico, nell'ultima versione del suo libro "The New Glucose Revolution":
There are some instances, however, where a food has a low glycemic value but a high insulin index value. This applies to dairy foods and to some highly palatable energy-dense "indulgence foods." Some foods (such as meat, fish, and eggs) that contain no carbohydrate, just protein and fat (and essentially have a GI value of zero), still stimulate significant rises in blood insulin.
At the present time, we don't know how to interpret this type of response (low glycemia, high insulinemia) for long-term health. It may be a good outcome because the rise in insulin has contributed to the low level of glycemia. On the other hand, it may be not-so-good, because the increased demand for insulin contributes to beta-cell "exhaustion" and the development of type 2 diabetes. Until studies are carried out to answer these types of questions, the glycemic index remains a proven tool for predicting the effects of food on health.»
Ci sono tuttavia alcuni casi, in cui un cibo ha un basso indice glicemico ma un alto indice insulinico. Questo discorso va applicato ai latticini e qualche cibo appetitoso altamente energetico. Alcuni cibi (come carne, pesce e uova) che non contengono carboidrati [in realtà li contengono in quantità minime e irrilevanti], ma solo proteine e grassi (ed hanno praticamente un IG pari a zero), riescono ancora a stimolare significativamente l'Insulina plasmatica.
Attualmente, non sappiamo come interpretare questo tipo di risposta (bassa glicemia, alta insulinemia) per la salute a lungo termine. Potrebbe essere una conseguenza positiva perché l'incremento dell'insulina contribuisce ad abbassare i livelli della glicemia. D'altra parte, potrebbe essere non così positivo, poiché l'incrementata richiesta di insulina contribuisce a provocare l'esaurimento delle cellule β del pancreas e lo sviluppo del diabete di tipo 2. Fino a quando non verranno condotti studi per rispondere a queste domande, l'indice glicemico rimane uno strumento comprovato per prevenire gli effetti [negativi] del cibo sulla salute.»
(Jannie Brand-Miller, da "The New Glucose Revolution")

## L'insulina non è stimolata solo dai glucidi
Come precedentemente accennato, l'insulina non ha il solo compito di abbassare la glicemia, e non ha dunque una funzione legata solo ai carboidrati. Ciò che normalmente non si sottolinea, è che l'ormone in questione rappresenta un'importante molecola deputata alla crescita e al "nutrimento" vero e proprio dei tessuti insulino-dipendenti, cioè muscolo scheletrico, muscolo cardiaco, e tessuto adiposo, ovvero gli unici organi bersaglio che subiscono la sua azione diretta. Essa è responsabile del trasporto di glucosio, amminoacidi, grassi, ed altre molecole minori come gli acidi nucleici, verso questi tessuti favorendo vari processi come la proteosintesi (sintesi proteica), e lo stoccaggio di riserve di carboidrati (glicogenosintesi) e lipidi (lipogenesi). L'insulina quindi non si presenta solo in casi di eccesso di introduzione glucidica, ma nel caso in cui venga introdotto qualsiasi nutriente calorico, col fine di veicolare parte dei derivati della sua scissione verso questi apparati.
L'ormone viene secreto in quantità variabile in base al tipo di nutriente, e alla sua quantità. L'impatto dei macronutrienti sull'insulinemia è, del 90-100% per i carboidrati, del 50% per le proteine e del 10% per i grassi.
Con la loro diffusione su larga scala, i parametri dell'indice e del carico glicemico sono stati usati sempre come unico riferimento per controllare i livelli di insulina. L'errore grossolano però è stato quello di non considerare come appunto, anche altri nutrienti al di fuori dei carboidrati, riescano a stimolare la produzione dell'ormone.  E quindi, a parità di carico glicemico dato da una stessa fonte glucidica, un pasto misto influisce su un'incrementata produzione di insulina, rispetto ad un carico glicemico identico se assunto da solo. La combinazione di un alimento o di un pasto influenzano in modo determinante la produzione dell'ormone.
Altri alimenti hanno quindi un effetto analogo sulla sua stimolazione: la carne, il pesce e i formaggi presentano un indice insulinico superiore a quello della pasta, poiché anche l'introduzione di proteine o aminoacidi richiede l'intervento dell'Insulina per gestire tali nutrienti. Particolare attenzione meritano anche il latte e lo yogurt, che pur contenendo modeste quantità di glucidi, causano una produzione di insulina altissima, simile a quella provocata da patate e merendine. L'effetto è tale che un'ora dopo la loro ingestione tendono a determinare una condizione di ipoglicemia più marcata che non quella causata dai cereali raffinati. L'ipoglicemia, evento che porta alla diminuzione dei livelli di zuccheri nel sangue (glucosio) più bassi rispetto alla norma, si manifesta con facilità quando si consumano alimenti che stimolano l'insulina in grande quantità.
Questo aspetto è importante e fondamentale per la valutazione dell'indice insulinico, dal momento che si riesce a comprendere quanto, quale tipo di cibo, e quale combinazione influisca in maniera più o meno intensa sulla produzione di Insulina. Il livello di insulina può influenzare direttamente la salute, quindi comprendendo l'influenza di un dato alimento sulla sua produzione si possono prevenire casi di resistenza insulinica.
Uno studio in proposito è stato fatto dalla dottoressa Ewa Pańkowska, pediatra presso l'Università medica di Varsavia in Polonia. Lo studio propone una certa quantità di insulina, ogni 100 Kcal derivanti dalla digestione di grassi e proteine (FPU fat protein unit), inoltre in base al numero di FPU, viene prolungata la durata del bolo, ad esempio per un pasto contenente 1 FPU la durata del bolo relativo (non quello dovuto ai carboidrati) sarà di 3 ore, per 2 FPU sarà 4 ore e così via.

## Proteine e lipidi sulla stimolazione dell'insulina

### Proteine
L'insulina ricopre un importante compito sulla sintesi proteica Per la precisione, l'insulina stimola la proteosintesi se c'è disponibilità di amminoacidi. in sinergia con altri ormoni quali GH (o somatotropina) e IGF-1 (o somatomedina c). In seguito all'introduzione di proteine, gli amminoacidi che ne derivano sono in parte utilizzati per la sintesi proteica e in generale l'accrescimento. Molti degli amminoacidi possono stimolare l'insulina, ma il loro potere insulinogenico varia in base al tipo, ai livelli di glucosio, e alla mescolanza con esso (vedere amminoacidi insulinogenici). Amminoacidi misti e un pasto puramente proteico causano comunque la produzione di insulina. La secrezione di tale ormone in seguito a un pasto proteico promuove l'uptake e lo stivaggio di amminoacidi sotto forma di proteine muscolari e contrasta la proteolisi (il catabolismo proteico). Comunque la produzione di insulina in risposta all'assunzione di un cibo puramente proteico senza l'accostamento di glucidi promuove anche la produzione di ormoni catabolici, tra cui GH, testosterone e glucagone.. La condizione di ipoglicemia causata dall'insulina in assenza di introduzione glucidica promuove la produzione di ormoni con il compito di mantenere stabile la glicemia sfruttando le riserve endogene di grassi e glicogeno.
I cibi proteici come la carne, il pesce o i formaggi, presentano un indice insulinico analogo o poco inferiore a quello del riso integrale e superiore a quello della pasta. Mentre il latte e lo yogurt, cioè alimenti dall'alto contenuto di proteine e carboidrati, stimolano una produzione di insulina altissima, simile a quella causata dal consumo di patate e merendine. L'effetto è talmente marcato che un'ora dopo la loro ingestione, questi alimenti tendono a provocare una condizione di ipoglicemia più marcata che non quella causata dai cereali raffinati.

### Lipidi
I principali studi sull'effetto metabolico dell'ingestione di lipidi hanno suggerito che un aumento acuto di trigliceridi, acidi grassi liberi (FFA) e chetoni hanno effetti trascurabili sul rilascio di insulina sull'uomo. I lipidi da soli non hanno una proprietà indipendente sullo stimolo dell'ormone. Molti professionisti si sono basati sul fatto che i grassi ingeriti rallentino l'assorbimento di altri nutrienti che stimolano direttamente le cellule β del pancreas, come le proteine e i carboidrati; realmente, un pasto misto dal contenuto di grassi variabile non è l'ideale per valutare il livello di attività delle cellule β e quindi per prevenire o evitare una maggiore secrezione di insulina. Infatti diversi studi, tra cui quelli sull'indice insulinico, hanno rivelato che in generale l'accostamento di grassi a una fonte di carboidrati aumenta la secrezione di insulina. Quando i grassi sono ingeriti con i carboidrati, possono avere effetti sul glucosio plasmatico e la risposta insulinica a quella quantità di carboidrati. Per la precisione, i valori glicemici sono ridotti a seguito dell'assunzione di una stessa quantità glucidica contenente lipidi, ma la risposta insulinica è maggiore rispetto all'assunzione della stessa quota glucidica da sola. Il potenziamento della risposta insulinica ai carboidrati quando questi sono assunti con una quantità di grasso è coerente con la documentata resistenza all'insulina associata alle diete ricche di grassi. Ad esempio, molti prodotti di pasticceria e dolciumi ricchi di grassi e carboidrati raffinati, hanno causato un incremento spropositato della produzione di insulina rispetto al loro carico glicemico.

### Il pasto misto
Il pasto misto contenente glucidi risulta quindi in assoluto il maggiore stimolo sulla secrezione di insulina, e quindi sull'iperinsulinemia. Si è visto infatti che un pasto misto contenente carboidrati provoca un aumento dell'insulinemia di 5-7 volte rispetto all'ingestione di soli glucidi.
A seguito di un pasto misto, l'incremento dei livelli plasmatici di glucosio e insulina sopprimono altamente la lipolisi e la disponibilità di acidi grassi liberi (FFA o NEFA) nel sangue. In aggiunta, l'attivazione dell'enzima lipoprotein lipasi (LPL) nel tessuto adiposo da parte dell'insulina stimola la liberazione dei chilomicroni e il conseguente deposito degli acidi grassi derivanti dal pasto all'interno del tessuto adiposo sotto forma di trigliceridi. L'incremento dell'insulina e degli amminoacidi nel plasma a seguito di un pasto misto stimolano lo stivaggio degli amminoacidi ramificati (BCAA) nel muscolo scheletrico e la proteosintesi, inibendo la proteolisi.
Cibi industriali composti da diversi nutrienti, specie raffinati (come zuccheri semplici e grassi idrogenati) stimolano l'insulina in maniera sproporzionata rispetto al loro indice glicemico. Infatti, tra i cibi che più innalzano l'insulina spiccano i prodotti di pasticceria, i croissant, i biscotti, le merendine, le barrette dolci, i gelati, ed anche il pane bianco. In questi casi, considerare l'indice e il carico glicemico non è predittivo della conseguente produzione dell'ormone, che risulterà in ogni caso maggiore.
Nel caso di una classica colazione composta da cornetto e cappuccino, si assiste ad un effetto iperinsulinizzante e ipoglicemizzante per opera dell'insulina, stimolata sinergicamente da farina raffinata, zucchero e grassi idrogenati contenuti nel cornetto, assieme al latte e zucchero del cappuccino. Effetti analoghi possono essere riscontrati nelle colazioni dolci a base di biscotti, pane bianco, burro, marmellata, latte zuccherato. Poco probabile è la possibilità che lo zucchero venga ingerito da solo; solitamente è aggiunto a farine raffinate e/o grassi, come in un dolce, un biscotto, un cornetto o un gelato. Lo si consuma spesso in un dessert a fine pasto, dopo aver già mangiato alimenti ricchi di proteine, grassi e carboidrati, andando ad incrementare ulteriormente la produzione dell'ormone insulinico.

## Tabelle dell'indice insulinico[6]

### Cibo vario
Nello studio più celebre sull'indice insulinico (Holt, 1997) vengono confrontati 38 tipi di cibo in riferimento il pane bianco. Nella tabella sotto rappresentata, il valori del "punteggio glicemico" e quello "insulinico" sono calcolati sulla base dell'apporto energetico di 1000kj di un determinato cibo, cioè 239 Kcal. L'indice di alimenti prodotti usando gli stessi ingredienti ma modalità di lavorazione diverse (in particolare la pasta e altri amidacei) differisce molto l'uno dall'altro, in quanto il tipo di lavorazione e preparazione modifica profondamente le proprietà di assimilazione degli stessi (vedi amido e amido resistente).
| Cibo                           | Punteggio glicemico (pane bianco 100) | Punteggio insulinico (pane bianco 100) |  |
| ------------------------------ | ------------------------------------- | -------------------------------------- |  |
| Cereali per la prima colazione |                                       |                                        |  |
| All-Bran                       | 40 ± 7                                | 32 ± 4                                 |  |
| Porridge                       | 60 ± 12                               | 40 ± 4                                 |  |
| Muesli                         | 43 ± 7                                | 46 ± 5                                 |  |
| Special K                      | 70 ± 9                                | 66 ± 5                                 |  |
| Honeysmacks                    | 60 ± 7                                | 67 ± 6                                 |  |
| Sustain                        | 66 ± 6                                | 71 ± 6                                 |  |
| Cornflakes                     | 76 ± 11                               | 75 ± 8                                 |  |
| Media:                         | 59 ± 3                                | 57 ± 3                                 |  |
| Cibi ricchi di carboidrati     |                                       |                                        |  |
| Pane bianco                    | 100 ± 0                               | 100 ± 0                                |  |
| Pasta raffinata                | 46 ± 10                               | 40 ± 5                                 |  |
| Pasta integrale                | 68 ± 10                               | 40 ± 5                                 |  |
| Pane di segale                 | 60 ± 12                               | 56 ± 6                                 |  |
| Riso integrale                 | 104 ± 18                              | 62 ± 11                                |  |
| Patatine fritte                | 71 ± 16                               | 74 ± 12                                |  |
| Riso bianco                    | 110 ± 15                              | 79 ± 12                                |  |
| Pane integrale                 | 97 ± 17                               | 96 ± 12                                |  |
| Patate                         | 141 ± 35                              | 121 ± 11                               |  |
| Media:                         | 88 ± 6                                | 74 ± 8                                 |  |
| Cibi ricchi di proteine        |                                       |                                        |  |
| Uova                           | 42 ± 16                               | 31 ± 6                                 |  |
| Formaggio                      | 55 ± 18                               | 45 ± 13                                |  |
| Carne                          | 21 ± 8                                | 51 ± 16                                |  |
| Lenticchie                     | 62 ± 22                               | 58 ± 12                                |  |
| Pesce                          | 28 ±                                  | 59 ± 18                                |  |
| Fagioli al forno               | 114 ± 18                              | 120 ± 19                               |  |
| Media:                         | 54 ± 7                                | 61 ± 7                                 |  |
| Frutta                         |                                       |                                        |  |
| Mele                           | 50 ± 6                                | 59 ± 4                                 |  |
| Arance                         | 39 ± 7                                | 60 ± 3                                 |  |
| Banane                         | 79 ± 10                               | 81 ± 5                                 |  |
| Uva                            | 74 ± 9                                | 82 ± 6                                 |  |
| Media:                         | 61 ± 5                                | 71 ± 3                                 |  |
| Snack e prodotti confezionati  |                                       |                                        |  |
| Arachidi                       | 12 ± 4                                | 20 ± 5                                 |  |
| Popcorn                        | 62 ± 16                               | 54 ± 9                                 |  |
| Patatine                       | 52 ± 9                                | 61 ± 14                                |  |
| Gelato                         | 70 ± 19                               | 89 ± 13                                |  |
| Yogurt                         | 62 ± 15                               | 115 ± 13                               |  |
| Mars                           | 79 ± 13                               | 122 ± 15                               |  |
| Jellybeans                     | 118 ± 18                              | 160 ± 16                               |  |
| Media:                         | 62 ± 6                                | 89 ± 7                                 |  |
| Prodotti da forno              |                                       |                                        |  |
| Ciambelle                      | 63 ± 12                               | 74 ± 9                                 |  |
| Croissant                      | 74 ± 9                                | 79 ± 14                                |  |
| Dolci                          | 56 ± 14                               | 82 ± 12                                |  |
| Cracker                        | 118 ± 24                              | 87 ± 12                                |  |
| Biscotti                       | 74 ± 11                               | 92 ± 15                                |  |
| Media:                         | 77 ± 7                                | 83 ± 5                                 |  |

### Qualità di riso
In questa tabella, sono presenti l'indice insulinico e glicemico dei cibi in riferimento al glucosio. Questa è tratta da uno studio precedente, risalente al 1992 (Brand-Miller et al. 1992), in cui si volle stabilire l'indice glicemico e l'indice insulinico di 12 qualità di riso, testandoli su 8 soggetti sani. In questa ricerca l'indice insulinico era stabilito, come l'indice glicemico, in riferimento al glucosio, che dunque assume un valore di 100. Si concluse che IG e II del riso sono circa proporzionali, e che gran parte delle qualità di riso possono essere classificate ad alto indice glicemico e insulinico. Solamente le qualità ad alto contenuto di amilosio potevano essere potenzialmente introdotte in una dieta a basso indice glicemico.
| Cibo                    | Indice glicemico (glucosio 100) | Indice insulinico (glucosio 100) |
| ----------------------- | ------------------------------- | -------------------------------- |
| riso Calrose            | 83 ± 13                         | 67 ± 15                          |
| riso Calrose integrale  | 87 ± 8                          | 51 ± 7                           |
| riso pelde              | 93 ± 11                         | 67 ± 11                          |
| riso pelde integrale    | 76 ± 6                          | 55 ± 10                          |
| riso pelde (parboiled)  | 87 ± 7                          | 57 ± 6                           |
| riso doongara           | 64 ± 9                          | 40 ± 10                          |
| riso doongara integrale | 66 ± 7                          | 39 ± 6                           |
| riso sunbrown rapido    | 80 ± 7                          | 54 ± 6                           |
| riso waxy               | 88 ± 11                         | 89 ± 19                          |
| rice cake               | 82 ± 11                         | 73 ± 12                          |
| crusca di riso          | 19 ± 3                          | 23 ± 4                           |
| pasta di riso integrale | 92 ± 8                          | 72 ± 18                          |
| pasta di grano          | 58 ± 7                          | 52 ± 9                           |
| fiocchi di avena        | 58 ± 4                          | 54 ± 12                          |
| fiocchi d'orzo          | 66 ± 5                          | 64 ± 11                          |

### Latticini
La tabella mostra le differenze tra indice glicemico e insulinico tra alcuni latticini, in riferimento al pane bianco. L'obiettivo di questo studio (Östman et al. 2001) era di definire la risposta glicemica e insulinemica dopo il consumo di latte o prodotti derivati dal latte fermentato (yogurt o simili). Oltre al latte, sono stati testati due prodotti derivati dalla fermentazione del latte simili allo yogurt commercializzati in Svezia: långfil (ropy milk) e filmjölk, entrambi con il 3% di lipidi. In aggiunta venne testata una soluzione di lattosio e acqua. L'acido lattico presente nei prodotti derivati dalla fermentazione del latte non abbassavano l'indice glicemico e insulinico. Nonostante il loro basso indice glicemico di 15-30, tutti questi latticini producevano un alto indice insulinico di 90-98, non molto differente dall'indice insulinico del pane bianco, usato come alimento di riferimento. Gli studiosi conclusero che i latticini presentavano un indice insulinico tra le 3 e le 6 volte più elevato di quanto stimato dal loro corrispondente basso indice glicemico.
| Cibo          | Indice glicemico (pane bianco 100) | Indice insulinico (pane bianco 100) |
| ------------- | ---------------------------------- | ----------------------------------- |
| lattosio      | 68 ± 8                             | 50 ± 6                              |
| latte normale | 30 ± 4                             | 90 ± 8                              |
| filmjölk      | 15 ± 3                             | 98 ± 11                             |
| ropy milk     | 15 ± 3                             | 97 ± 13                             |

### Aroma al cacao
Anche questa tabella presenta indice glicemico e insulinico in riferimento al glucosio. Questa è stata tratta da uno studio del 2003 (Brand-Miller, 2003) in cui si avanzava l'ipotesi che i prodotti a base di cioccolato inducessero una risposta insulinica maggiore rispetto a dolci insaporiti con altri aromi. In questa ricerca vennero usati 6 paia di cibi, e in ogni coppia, solo uno dei due era a base di cioccolato (polvere di cacao). Sebbene l'indice glicemico non differisse per ogni coppia, l'indice insulinico dei dolci a base di cioccolato era sempre più elevato, in media del 28%, rispetto ai dolci senza polvere di cacao. La più grande differenza era ritrovata nel latte, la cui variante al cioccolato aumentava l'insulinemia del 45% se comparato al latte alla fragola. Si concluse che la presenza di polvere di cacao nei cibi porta ad una maggiore insulinemia post-prandiale.
| Cibo                           | Indice glicemico (glucosio 100) | Indice insulinico (glucosio 100) |
| ------------------------------ | ------------------------------- | -------------------------------- |
| cereali di riso per l'infanzia | 84 ± 4                          | 64 ± 6                           |
| cereali di riso al cioccolato  | 87 ± 11                         | 79 ± 10                          |
| torta di vaniglia              | 41 ± 4                          | 67 ± 12                          |
| torta di cioccolato            | 41 ± 4                          | 88 ± 14                          |
| torta bianca                   | 43 ± 6                          | 63 ± 13                          |
| cioccolato al latte            | 42 ± 7                          | 71 ± 13                          |
| gelato alla vaniglia           | 38 ± 3                          | 54 ± 4                           |
| gelato al cioccolato           | 37 ± 3                          | 71 ± 3                           |
| budino alla vaniglia           | 43 ± 5                          | 62 ± 5                           |
| budino al cioccolato           | 47 ± 4                          | 80 ± 5                           |
| latte alla fragola             | 35 ± 3                          | 59 ± 5                           |
| latte al cioccolato            | 41 ± 4                          | 86 ± 11                          |

### Polioli
Il documento di Livesey ha stabilito i valori dell'indice glicemico e dell'indice insulinico dei polioli. Questi sono carboidrati idrogenati dalle interessanti proprietà benefiche per la salute, a partire dal loro basso indice glicemico e insulinico, dalla loro utilità per i pazienti obesi e diabetici, alle proprietà acariogene, e favorevoli per l'attività del colon. Come previsto dall'indice glicemico, anche gli effetti sull'insulinemia non appaiono sproporzionati.
| Cibo          | Indice glicemico (glucosio 100) | Indice insulinico (glucosio 100) |
| ------------- | ------------------------------- | -------------------------------- |
| Eritritolo    | 0                               | 2                                |
| Xilitolo      | 13                              | 11                               |
| Sorbitolo     | 9                               | 11                               |
| Mannitolo     | 0                               | 0                                |
| Maltitolo     | 35                              | 27                               |
| Isomalto      | 9                               | 6                                |
| Lattitolo     | 6                               | 4                                |
| Poliglicitolo | 39                              | 23                               |